# Особый высший суд Греции
Осо́бый вы́сший су́д Гре́ции (греч. Ανώτατο Ειδικό Δικαστήριο, ΑΕΔ) — представляет собой не постоянный институт судебной власти, который собирается для рассмотрения специальных случаев, когда однородные решения различных высших судов противоречат друг другу и необходимо правильно истолковать норму закона; также в качестве последней инстанции компетентен рассматривать вопросы,  связанные с нарушениями в ходе выборов и референдумов.
Решения Особого высшего суда окончательны и обжалованию не подлежат, они обязательны для исполнения всеми без исключения судами, включая даже высшие (верховные) суды Греции. Однако Особый высший суд не состоит в иерархической связи с тремя верховными судами (Верховный гражданский и уголовный суд — Ареопаг, Верховный административный суд и Финансовый суд), и не является для них высшей инстанцией. Особый высший суд не относится ни к одной из ветвей системы греческого правосудия — гражданской, уголовной, административной. Он призван разрешать особые случаи разногласий между судами в том случае, если судебная практика по одним и тем же вопросам существенно различается и необходимо сделать её единообразной, в том числе попутно осуществляет конституционный контроль и рассматривает вопросы, связанные с избирательным правом. Поэтому Особый высший суд можно рассматривать в качестве специального конституционного и избирательного суда Греции.

## История
Особый высший суд основан в соответствие с Конституцией 1975 года. Его организация и функции регулируются статьей 100 Конституции и специальным Законом № 345/1976 Архивная копия от 30 ноября 2012 на Wayback Machine. Определённые предпосылки к созданию такого суда существовали ещё в статье 73 Конституции Греции 1952 года, где предусматривалось создание специального избирательного суда, а также в конституциях военной хунты (1967-1974), где говорилось о наличии специального суда, предназначенного для решения споров между верховными судами Греции.

## Состав
Особый высший суд состоит из одиннадцати членов, осуществляющих свои полномочия в течение 2 лет. В него входят:
- Председатели Верховного гражданского и уголовного суда, Верховного административного суда и Финансового суда — входят по должности;
- четыре члена Верховного гражданского и уголовного суда — избираются по жребию;
- четыре члена Верховного административного суда — избираются по жребию.

Председательствует в суде по принципу старшинства или председатель Верховного гражданского и уголовного суда, или председатель Верховного административного суда.
Когда Особый высший суд разрешает конфликты между административными органами и судами или между верховными судами, либо решает споры о конституционности положений закона или о реальном смысле правовой нормы, то в суд включаются также два дополнительных члена, которые являются авторитетными профессорами права, назначаемых по жребию.

## Полномочия
Полномочия Особого высшего суда определены исчерпывающим перечнем в статье 100 Конституции и заключаются в следующем:

### Проверка законности парламентских выборов
Особый высший суд в качестве последней судебной инстанции уполномочен рассматривать жалобы на нарушения, допущенные в ходе парламентских выборов. После объявления Высшей избирательной комиссией Греции официальных результатов, каждый гражданин страны вправе обжаловать результаты, если считает, что были допущены нарушения. Однако Особый высший суд может проверить только правильность процедуры выборов и соответствие кандидатов требованиям закона, то есть рассматривает сугубо юридические вопросы, не вторгаясь в политическую деятельность. Также он вправе пересмотреть решения административных судов, связанных с избирательным правом.

### Проверка обоснованности и порядка назначения референдума
Особый высший суд проверяет соответствует ли Конституции вынесение какого-либо вопроса на общегосударственный референдум, проверяет порядок его назначения Президентом Греции согласно статье 44 Конституции, а также рассматривает жалобы на результаты референдума, если имели место случаи нарушения закона о референдуме (Закон 4023/2011) или были допущены ошибки при подсчёте голосов. Решением Особого высшего суда в первом случае референдум проводится заново в том избирательном округе, где было совершено правонарушение, а во втором случае результаты пересчитываются.

### Решение вопроса о лишении статуса депутата
Особый высший суд принимает решение по делам, связанным с несовместимостью или отстранением от должности члена Греческого парламента (например, при лишении греческого гражданства или пребывание в должности несовместимой со статусом депутата).

### Решение споров о компетенции (юрисдикционных конфликтов)
Особый высший суд рассматривает конфликты юрисдикции между судами и административными органами или между судами любых инстанций. Дело в основном касается случаев, когда компетенция двух различных органов пересекается в решении одного и того же вопроса либо наоборот, когда тот или иной вопрос законодательно вообще не отнесён к чьей-либо компетенции.  
В этом случае в составе суда участвуют два профессора права.

### Признание неконституционными положений нормативных актов
В Греции является распространенным контроль за конституционностью законов. Согласно статье 93 Конституции суды не должны применять закон, содержание которого противоречит Конституции. С другой стороны, неприменение неконституционного закона одним судом не отменяет его и он продолжает существовать в правовом пространстве страны, поэтому другие суды могут продолжать его применять. 
Проблема также возникает, если между тремя верховными судами страны существуют противоречивые решения о конституционности законодательных актов. Для решения этого вопроса он передаётся на рассмотрение в Особый высший суд, который выносит окончательное решение обязательное для применения всеми судами и признаёт неконституционную норму недействующей. Это единственный случай, когда суд может отменить норму закона принятую парламентом.
В этом случае в составе суда также участвуют два профессора права.

### Решение споров, связанных с применением общепризнанных норм международного права
Наименее встречающийся в практике суда случай. Согласно Конституции (статья 28 § 1), общепризнанные нормы международного права являются неотъемлемой частью внутреннего греческого права и имеют преимущественную силу перед любыми противоречащими нормами национального законодательства. Поскольку некоторые общепризнанные нормы международного права, имеющие характер Erga omnes являются неписаным правилом, в практике административных органов или судов могут возникать вопросы о правильном толковании и определении истинного смысла данных норм. Все эти вопросы передаются на рассмотрение Особого высшего суда.